# Ángel Luna
Ángel Luna González, né le 13 avril 1952 à Madrid, est un homme politique espagnol.

## Formation et vie professionnelle
Ángel Luna González naît le 13 avril 1952 à Madrid.
Il obtient une licence en droit à l'université complutense de Madrid. En 1975, il déménage à Alicante pour travailler comme avocat en droit du travail. Il travaille dans le cabinet d'Antonio García Miralles, futur président du Parlement valencien et personnalité socialiste.

## Vie politique
En 1970, Ángel Luna adhère au Parti socialiste ouvrier espagnol (PSOE). Il occupe, notamment, les fonctions de secrétaire à l'Organisation des Jeunesses socialistes. Il est arrêté en 1976 à Figueras et jugé pour « propagande illégale » par le tribunal de l'ordre public (TOP) du régime franquiste.
Il est nommé en 1981 conseiller à la Santé et au Travail de la Généralité valencienne avant l'accession à la pleine autonomie. Élu en 1983 député au Parlement valencien dans la circonscription d'Alicante, il est ensuite désigné sénateur par l'assemblée régionale.
En 1986, il quitte le Parlement de la Communauté valencienne et le Sénat après avoir été élu au Congrès des députés dans la circonscription d'Alicante. Il est réélu en 1989.
Dans la perspective des élections municipales du 26 mai 1991, il est choisi comme tête de liste du PSOE à Alicante après que le maire sortant José Luis Lassaletta (es) et le président de la députation provinciale Antonio Fernández Valenzuela (es) se sont publiquement insultés dans le cadre de la désignation du chef de file socialiste. Élu maire à l'issue du scrutin, il n'accomplit qu'un seul mandat en raison de la victoire du Parti populaire (PP) en 1995.
Il renonce à son mandat de conseiller municipal d'opposition pour retourner à l'exercice de la profession d'avocat, jusqu'en 2007. Il revient cette année-là au Parlement valencien comme député d'Alicante. Il devient ensuite porte-parole du groupe socialiste en remplacement de Joan Ignasi Pla, qui se retire de la vie politique. Réélu au Parlement en 2011, il est désigné vice-président de l'assemblée.
Il se retire de la vie politique en 2014, lorsqu'il est nommé premier adjoint du síndic de greuges, l'ombudsman de la Communauté valencienne Après la conclusion d'un accord entre le PSOE, le PP, Compromís et Unidas Podemos, il est élu síndic de greuges le 28 novembre 2019 par le Parlement, par 68 voix favorables sur 99.